# Török Géza
Török Géza (Nyírmeggyes, 1954 –) karmester. Számos kortárs mű – köztük Vajda János eddigi operáinak – ősbemutatója fűződik nevéhez.

## Élete
A Kodály Zoltán Zeneművészeti Szakközépiskolában zongora, ütő és zeneszerzés szakon tanult. A Zeneakadémián 1977-ben karvezetői és felsőfokú zenetanári, majd 1981-ben Kórodi András növendékeként karmesteri diplomát szerzett. Már fiatalon feltűnést keltettek kiváló karmesteri adottságai és széles zenei látóköre. Még tanulmányai idején, 1979-ben volt a Műegyetemi Szimfonikus Zenekar dirigense. 1982-ben a bécsi Zeneművészeti Főiskolán képezte tovább magát. 
1981-től 1984-ig a debreceni Csokonai Színház operatagozatának karmestere, az 1984–85-ös évadban Miskolcon működött. A Miskolci Egyetem zenei fakultásán főiskolai adjunktus volt. 1982-től négy éven át a Szabolcsi Szimfonikus Zenekar vezetője. Számos vidéki nagyváros után 1985-től 2012-ig a Magyar Állami Operaház korrepetitora, majd karmestere, az alaprepertoár mellett a 20. századi magyar alkotások specialistája volt. Megalakulása, 2007 óta a VIVART Budaörsi Sinfonietta vezetője. 2013–2019 között a váci Pikéthy Tibor Konzervatóriumban tanított.
Hazánk csaknem minden jelentős zenekarát vezényelte. Rendszeresen lép fel hangversenydirigensként, több lemezt készített és Európa országain kívül az USA-ban és Japánban is vezényelt.

## Díjai, elismerései
- 1999 – Artisjus-díj
- 2006 – Komor Vilmos-emlékplakett
- 2009 – Liszt Ferenc-díj
- 2013 – Hauser József-emlékdíj

## Diszkográfia
- Vajda János: Mario és a varázsló (Polgár László, Rudolf Péter, Bende Zsolt stb.; a Magyar Rádió és Televízió Énekkara, a Budapesti Filharmóniai Társaság Zenekara) (1989) Hungaroton HCD 31122